# Fuchsia verrucosa
Fuchsia verrucosa là một loài thực vật có hoa trong họ Anh thảo chiều. Loài này được Hartw. ex Benth. mô tả khoa học đầu tiên năm 1845.